# Neopoeciloderma lepturoides
Neopoeciloderma lepturoides is een keversoort uit de familie boktorren (Cerambycidae). De wetenschappelijke naam van de soort is voor het eerst geldig gepubliceerd in 1857 door Jaquelin du Val in Sagra.